# Ford Five Hundred
A Ford Five Hundred (gyári kódnév: D258) egy nagyautó, melyet a Ford Motor Company gyártott 2004 júliusa és 2007 áprilisa között Chicagóban, Illinois-ban. A Five Hundred (magyarul: "ötszáz") az 1950-es, valamint az 1970-es évek legendás modelljei, a Fairlane 500 és a Galaxie 500 után kapta a nevét.

## Áttekintés
A Five Hundredet 2004-ben mutatták be az Észak-Amerikai Nemzetközi Autószalonon, Detroitban. A sorozatgyártás 2004. július 12-én kezdődött meg Chicagóban, ahol előtte a negyedik generációs középkategóriás Ford Taurust szerelték össze. A márkakereskedésekben 2004 szeptemberében jelent meg a modell. Bár a Taurus közvetlen utódja a szintén középkategóriás Fusion amerikai verziója volt, de sokan a Five Hundredet is a negyedik generációs Taurus egyfajta utódjának tartják.
A Five Hundred gyártása a Mercury Montegóval és a Ford Freestyle-lal együtt 2007 áprilisában állt le. A 2007-es Észak-Amerikai Nemzetközi Autószalonon megjelent az autó modellfrissítésen átesett változata, de ezt a 2008-as modellévre átnevezték Taurusszá és ezen a néven is kezdték el árulni, mint a Ford Taurus ötödik generációját. A Taurus ezzel rövid szünet után visszatért a Ford kínálatába, de már nem középkategóriás-, hanem nagyautóként. A felújított változat neve egyedül a közel-keleti lett Five Hundred, melyet ott is a 2008-as modellévtől kezdtek el árusítani.

## Tervezés és dizájn
A felső kategóriás Five Hundred és a középkategóriás Fusion megjelenése a Ford teljesen új személyautók bevezetésére való törekvésének eredménye volt. A Five Hundred külső dizájnja nagyrészt a 2000-ben bemutatott Ford Prodigy tanulmányautón alapult. A Fordnak nagy szüksége volt új modellekre, mivel a Crown Victoria és a Turus ekkor már kis híján egy évtizede nem esett át semmilyen komolyabb modellfrissítésen, csak kisebb kozmetikai és mechanikai változásokat eszközöltek rajtuk. Ezek az autók idővel korszerűtlenekké váltak japán vetélytársaikkal szemben, melyek jóval gyakrabban újultak meg. Mindez annak volt köszönhető, hogy az előző években a gyár főként a SUV-ok és Pick-upok gyártására helyezte a hangsúlyt, de az ezek iránti kereslet visszaesett az olajár emelkedésével visszaesett. A Fordnál úgy tervezték egy ideig, hogy teljesen megszüntetik a Taurus gyártását, mivel attól tartottak, a korszerűtlenség és a ritka újítások megtépázták a típus hírnevét. A Crown Victoria gyártása és árusítása tovább folytatódott a flottavásárlók számára.
A Five Hundred és a hozzá sokban hasonló Mercury Montego is a Ford D3 nevű alvázra épült (ami Volvo P2 alvázként is ismert), csakúgy, mint a Volvo S60, S80, V70, XC70 és XC90. Ugyanerre az alvázra szerelték a Ford Freestyle nevű SUV-ot is. A Volvóval közös alapjainak köszönhetően a Five Hundred kategóriájában az élmezőnyben végzett a törésteszteken.
Az autót a nagyautó kategóriába sorolták be. Hosszabb volt vetélytársainál, például a Chevrolet Impalánál és a Toyota Avalonnál, de még így is 305 mm-rel rövidebb volt, mint a hátsókerék-meghajtású, V8-as Ford Crown Victoria. A Five Hundredet úgy tervezték, hogy a belső tér mérete megfeleljen kategóriájának, ugyanakkor a külső méretek lehetővé tegyék a könnyű vezethetőséget és manőverezést és a nagyautó kategóriában megszokottnál alacsonyabb legyen a fogyasztása. Szedánhoz képest magas autó volt, így vezetőjének olyan jó rálátása nyílt az útra, mintha SUV-ban vagy egyterűben ülne. Csomagtartója is nagyobb volt vetélytársainál, akár nyolc teljesen megpakolt golftáska is elfért benne.
A Five Hundred belsőtere nagy figyelmet kapott a tervezés során, a klasszikus faberakások mellett szénszál-hatású anyagok is kerültek az autó utasterébe.

## Fogadtatás és eladási adatok
A sajtó dicsérte a Five Hundredet belsőtere igényességéért, kényelméért és praktikus kialakításáért, valamint biztonságosságáért. Kritikákat kapott azonban egyszerű, visszafogott karosszériájáért és a gyengének ítélt 203 lóerős (151 kW) motorjáért. A szakújságírók szerint utóbbiak miatt egyértelműen hátrányba került a Chrysler 300-zal szemben, melyet szintén 2004-ben mutattak be és jóval sportosabbra terveztek, igaz, tehetősebbeknek is szánták, mint a Five Hundredet.

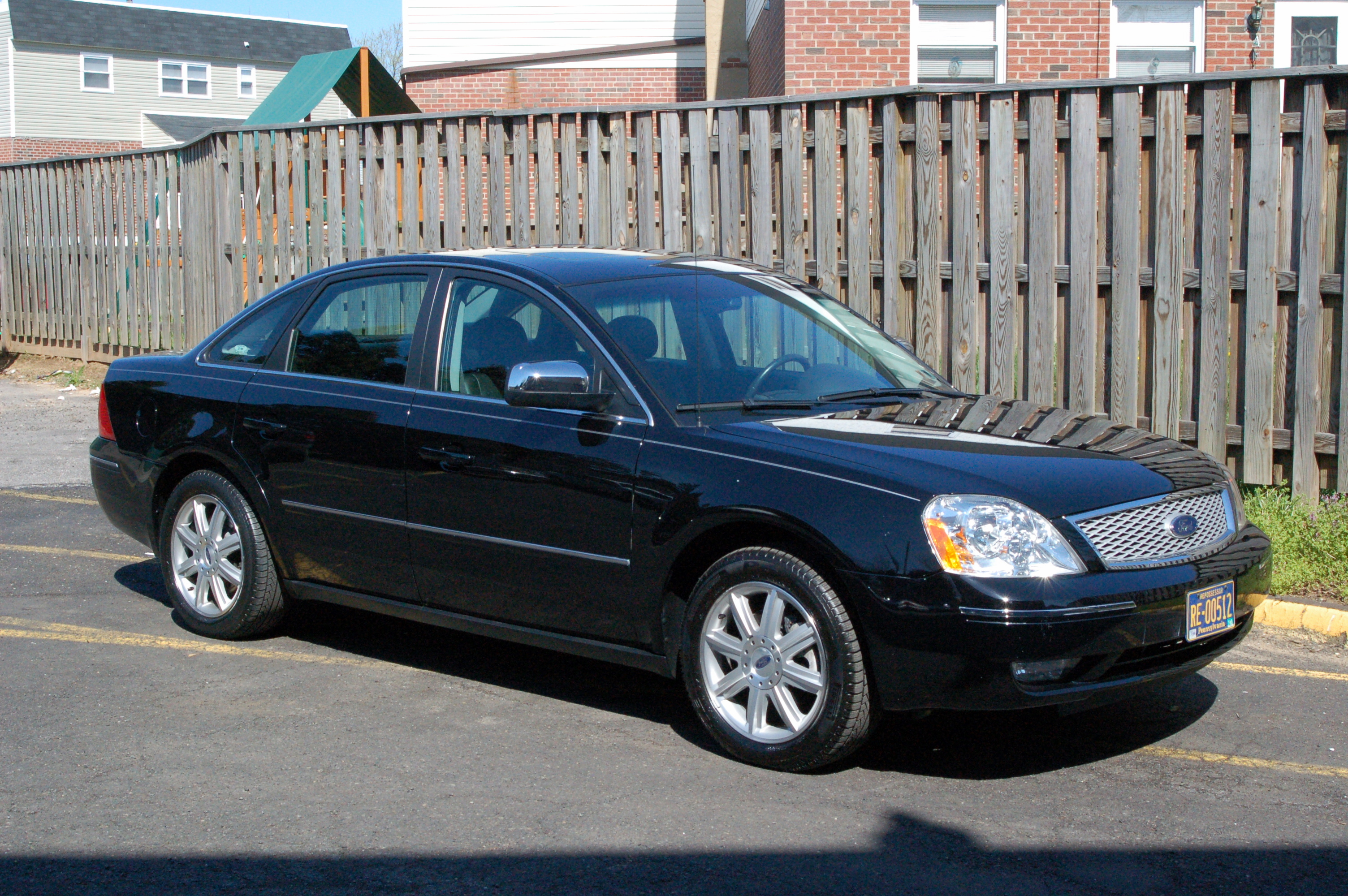
Összkerékhajtású Five Hundred Limited

A vásárlóközönség közömbösen fogadta az autót. Kanadában keveset adtak el belőle, néhány Ford márkakereskedés nem is rendelt a modellből. Amerikában 2005-ben volt a legkelendőbb a típus, 2006-ra visszaesett az eladások száma, 2006 augusztusában például csak fele annyi Five Hundred talált gazdára, mint egy évvel korábban. Az ekkor elsősorban már csak flottavásárlók számára gyártott negyedik generációs Ford Taurus még mindig kétszer kelendőbb volt. A Five Hundred eladási mutatói ezután hónapról hónapra folyamatosan romlottak.
| Naptári év | Amerikai eladások |
| ---------- | ----------------- |
| 2004       | 14 106            |
| 2005       | 107 932           |
| 2006       | 84 218            |
| 2007       | 35 146            |

## Felszereltségi szintek, motor és váltók

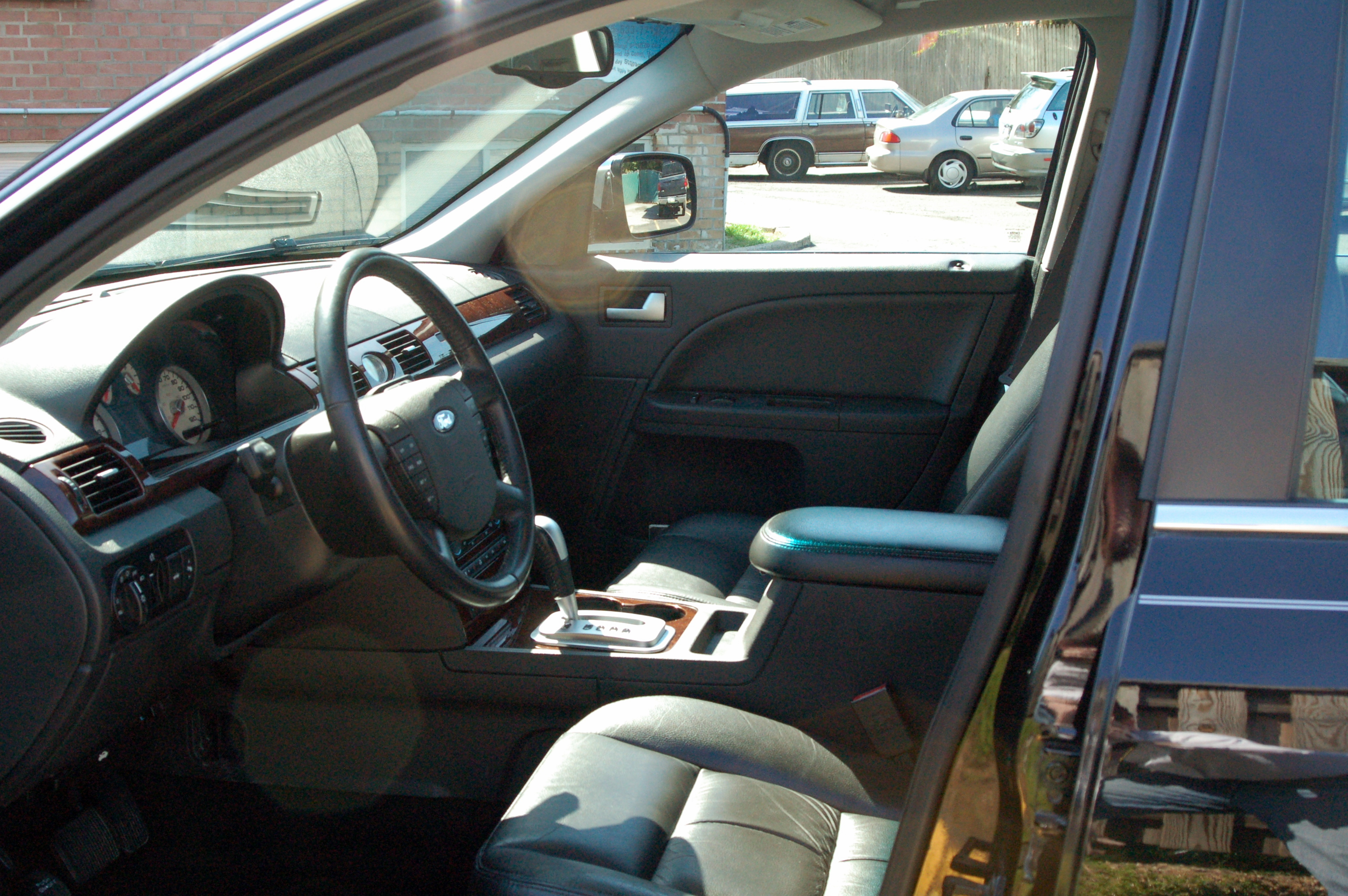
A Ford Five Hundred Limited belsőtere

Az autót háromféle felszereltségben lehetett megvásárolni, az SE jelzés az alapfelszereltséget jelentette, a SEL már jobban felszerelt volt, míg a Limited-ben az összes extra benne volt. Összkerékhajtás felár ellenében minden felszereltségi szinthez rendelhető volt. Egy teljesen alapfelszereltségű, fronthajtásos SE ára 22 795 dollár volt, az összkerékhajtással szerelt Limited pedig 28 495 dollárba került.
A Five Hundredet egyetlen motorral, egy 3,0 literes Duratec 30 V6-ossal gyártották, mely 203 lóerős (151 kW) teljesítmény és 281 Nm-es nyomaték leadásár volt képes. Ehhez választható volt egy ZF Batavia CFT30 fokozatmentes valamint egy Aisin F21 hatsebességes automata sebességváltó. A Haldex által a kocsihoz gyártott összkerékhajtási rendszer a Volvo S80-ban és XC90-ben használt rendszeren alapult.

## 2006
2006-ban nem történt sok változás a Five Hundreden, de felárért rendelhető lett hozzá egy navigációs rendszerrel ellátott, műholdas vételre is alkalmas Pioneer rádió, a kipörgésgátló pedig a 2005-ös modellévvel ellentétben nem képezte többé az alapfelszereltség részét. A 2006-os év közepén az addig ajtók közepén található díszlécek vékonyabbá váltak és átkerültek az ajtók aljára.

## 2007
A 2007-es modellév sem hozott komoly esztétikai változásokat és új motorok vagy sebességváltók sem váltak elérhetővé az autóhoz, de megszűnt az SE típusjelzésű modell gyártása a 2008-as Ford Taurus fejlesztési munkálatai miatt.
A Five Hundredhez innentől kezdve rendelhető lett egy úgynevezett króm csomag (Chrome Package), mely 18 colos, nyolcküllős könnyűfém felniket és hálós, krómozott hűtőrácsot foglalt magában. Szintén újdonság volt, hogy a 2007-es modellévtől minden Five Hundredbe épített sebességváltóért öt év vagy 60 ezer mérföld (97 ezer kilométer) garanciát vállalt a Ford. A 2006. szeptember 4. után gyártott modellek első üléseibe kivétel nélkül beépítésre kerültek az oldallégzsákok és alapfelszereltséggé váltak a függönylégzsákok is.

## A típus megszűnése
2007-ben a Ford az Észak-Amerikai Nemzetközi Autószalonon bemutatta a Five Hundred komolyabb modellfrissítésen átesett változatát, de ezt aztán a gyár átnevezte Ford Taurusra (ez lett a Taurus ötödi generációja), és a 2007-es Chicagói Autószalonon már ezen a néven szerepelt. Ez a kocsi egy új, 3,5 liter-es, 263 lóerős (196 kW) V6-os motort kapott és megváltozott a külső dizájn is. A fokozatmentes és a hatsebességes automata Aisin sebességváltó is kikerült a kínálatból, ezek helyét egy Ford által gyártott, szintén hatsebességes automata vette át. A Ford Mexikóban is beszüntette a Five Hundred árusítását, mivel ott akkoriban került bevezetésre az új Fiat 500-as, ami félreértésekhez vezethetett volna. 2007 áprilisában leállt a típus gyártása. A felújított, Amerikában a Taurus ötödik generációjaként ismert változatot egyedül a Közel-Keleten árulták Five Hundred néven.